# Cratère de Kgagodi
Le cratère de Kgagodi est le cratère d'impact d'une météorite au Botswana. Le cratère a un diamètre de 3,5 km et date de plus de 180 millions d'années, probablement de la période du Jurassique.